# Vetlanda Järnvägar
Vetlanda Järnvägar (VJ) också Hvetlanda Järnvägar bildades den 8 december 1915 genom en sammanslagning av bolagen Vetlanda–Sävsjö Järnväg (HvSJ) och Vetlanda–Målilla Järnväg (HvMJ) i Aktiebolaget Hvetlanda järnvägar. Sedan öppnandet av HvMJ 1906 hade trafiken på denna bana alltid drivits av HvSJ. Det hade pågått diskussioner om en sammanslagning men inget hände innan Sävsjöström-Nässjö Järnväg kom till Vetlanda 1914 och blev en konkurrent för trafiken mot Kalmar. Koncessionerna flyttades till Vetlanda Järnvägar den 9 maj 1917 och därmed upphörde all verksamhet för bolagen HvSJ och HvMJ. Vetlanda Järnvägar köptes av Svenska staten 1945 och Statens Järnvägar tog över driften 1946. För en beskrivning av banorna som ingick i Vetlanda Järnvägar se respektive bana. Delen som finns kvar hos Trafikverket ingår i nuvarande Emådalsbanan.

## Källhänvisningar
1. ↑  Nordisk familjebok 1924 Hvetlanda järnvägar
2. ↑  Historiskt om Svenska Järnvägar (H)Vetlanda Järnvägar